# Alpaida bischoffi
Alpaida bischoffi là một loài nhện trong họ Araneidae.
Loài này thuộc chi Alpaida. Alpaida bischoffi được Herbert Walter Levi miêu tả năm 1988.